# Diacypris thomsoni
Diacypris thomsoni är en kräftdjursart som först beskrevs av Chapman 1963.  Diacypris thomsoni ingår i släktet Diacypris och familjen Cyprididae. Inga underarter finns listade i Catalogue of Life.